# Rone (fartyg)
Rone var ett tankfartyg som förliste 28 km väster om Gotland under en storm i februari 1981. Fartyget ligger på 98 meters djup och har 200 000 liter tjockolja ombord. Vraket klassas som ett av det mest miljöfarliga i Sverige.